# San Juan (Porto Rico)
San Juan (AFI: /saŋ ˈxwan/) è la capitale e città più grande di Porto Rico, situata sulla costa settentrionale dell'isola. Si trova a nord di Aguas Buenas e di Caguas, a est di Guaynabo e a ovest di Carolina e di Trujillo Alto. È bagnata a nord dalle acque dell'oceano Atlantico. Il comune, che fu fondato nel 1521, oggi conta una popolazione di oltre 340.000 abitanti ed è suddiviso in 18 circoscrizioni (barrios).
Il nome deriva da san Giovanni Battista (in spagnolo: San Juan Bautista), patrono della città. Stando all'ultimo censimento conta una popolazione urbana di 848 864 abitanti, che la rendono di fatto la 46ª città più popolosa sotto la giurisdizione degli Stati Uniti.
È inoltre il secondo più antico insediamento europeo nel continente americano, preceduto solo da Santo Domingo.

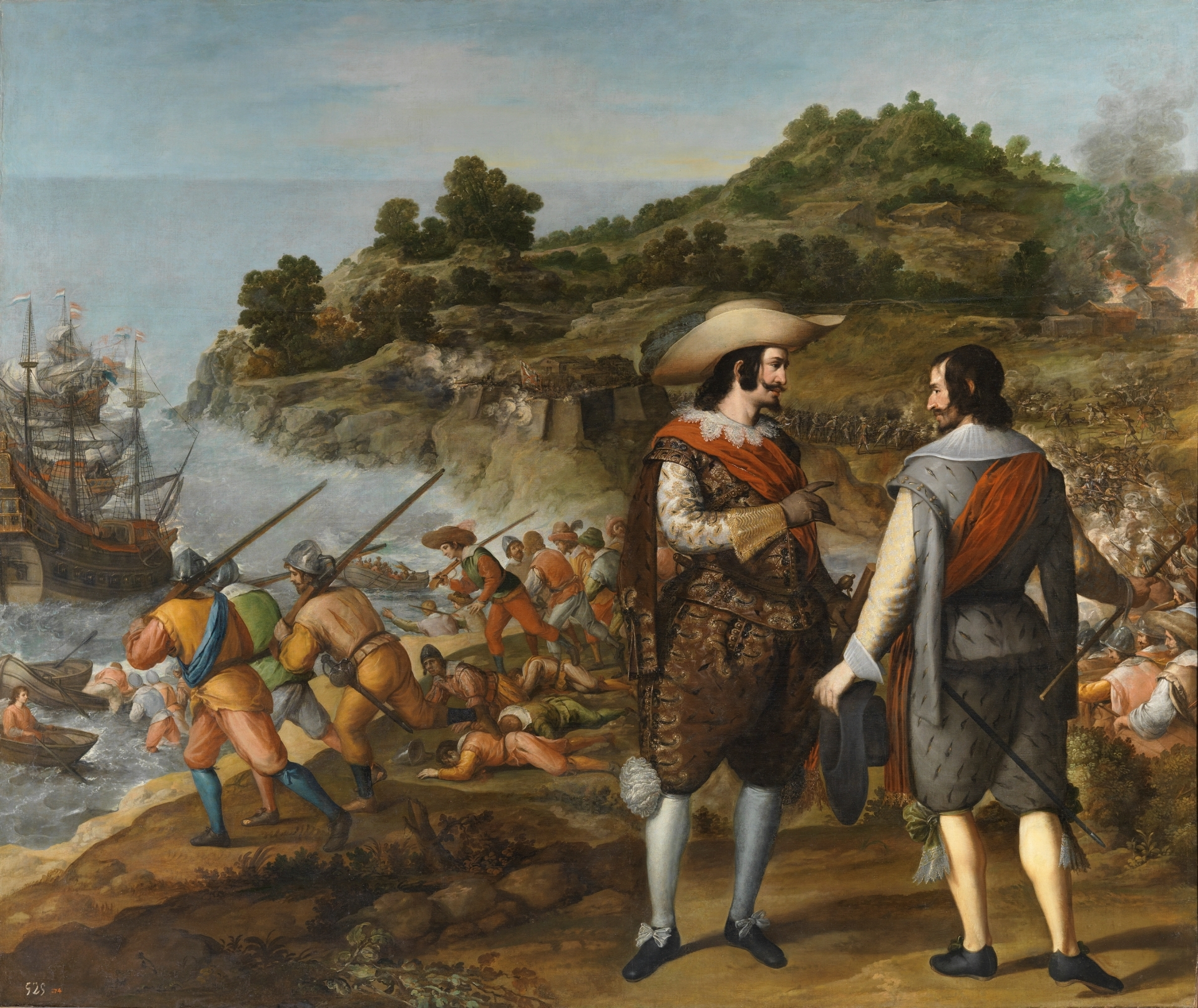
La difesa di San Juan di Porto Rico, olio su tela di Eugenio Caxés rappresentante il governatore spagnolo di Porto Rico, Juan de Haro y Sanvítores (1545-1631), che nel 1625 impartisce gli ordini per la difesa dell'isola

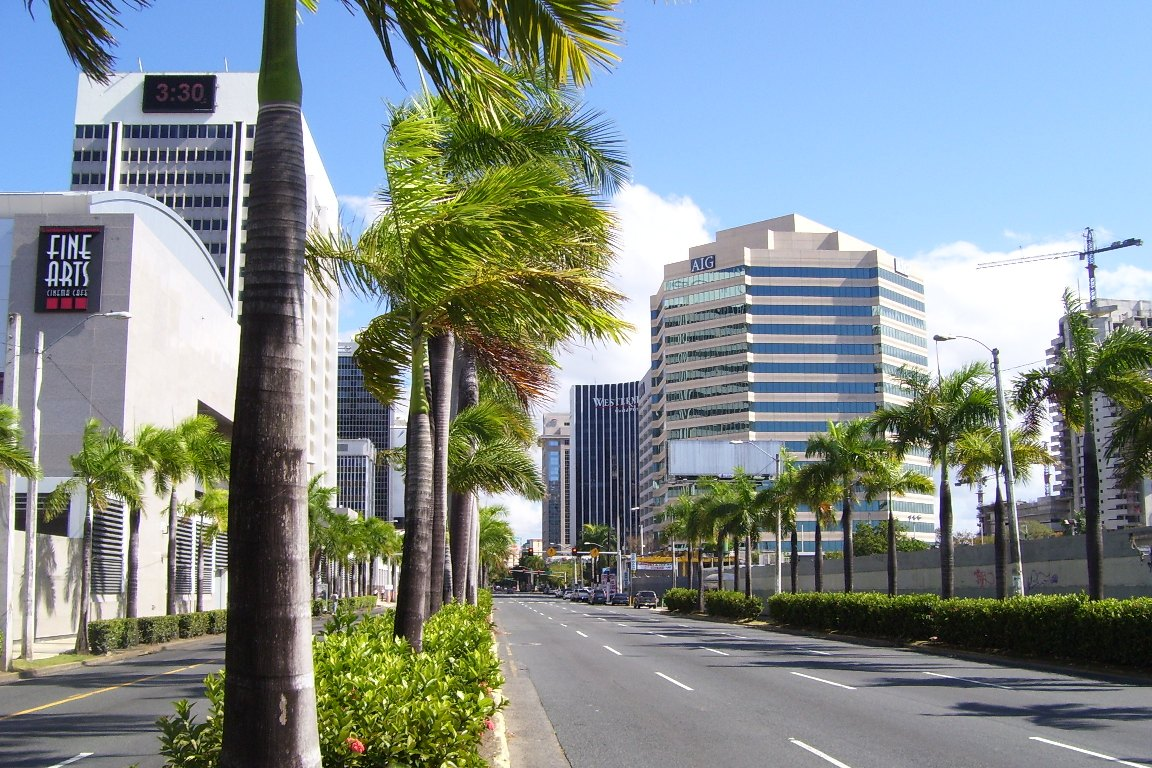
La Milla de Oro

La città è stata fondata dai coloni spagnoli nel 1521, ed è la più antica città di Porto Rico. Oggi rappresenta il più importante porto dell'isola ed è anche il maggior centro manifatturiero, finanziario, culturale e turistico del paese. La popolazione dell'area metropolitana, includendo i comuni di Bayamón, Guaynabo, Cataño, Canóvanas, Caguas, Toa Alta, Toa Baja, Carolina e Trujillo Alto, raggiunge i 2 152 632 abitanti, che sono circa la metà dell'intera popolazione dell'isola.
Gli scali aerei principali sono l'aeroporto internazionale Luis Muñoz Marín, a Carolina, e l'aeroporto Fernando Luis Ribas Dominicci, a Isla Grande, quartiere di Santurce, circoscrizione del comune di San Juan.

## Denominazione
A lungo si usò San Juan Bautista e Puerto Rico per chiamare indistintamente la città e l'isola, tanto che, dal 1746, il nome originale della città (Puerto Rico) divenne quello dell'intera isola, mentre il nome dell'isola (San Juan Bautista) divenne quello della città.

## Storia

### La fondazione

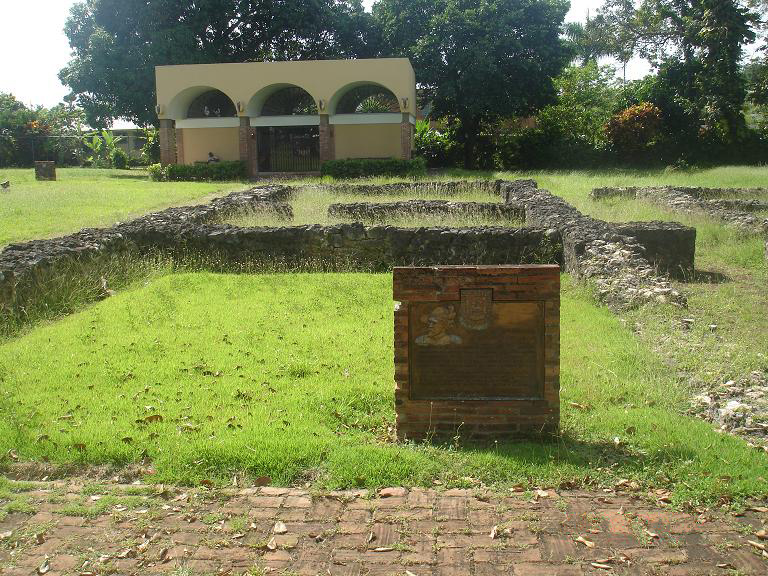
Rovine dell'insediamento originario di Caparra

Nel 1508 fu Juan Ponce de León a trovare l'insediamento originario di Caparra, l'attuale pueblo viejo di Guaynabo.
L'anno successivo questo insediamento fu abbandonato in favore di uno nuovo nelle vicinanze, che all'epoca venne chiamato Puerto Rico, nome che rievocava l'attuale meta turistica di Puerto Rico sull'isola Gran Canaria, che significava letteralmente "porto ricco".
Nel 1521, al nuovo insediamento venne dato il nome di San Juan Bautista de Puerto Rico, seguendo l'usanza di battezzare le città sia col nome formale sia col nome che Cristoforo Colombo aveva originariamente dato all'isola, in onore di Giovanni Battista.

### Le guerre contro la Spagna
Nel 1595, nel quadro della guerra anglo-spagnola dal 1585 al 1604, sir Francis Drake sottopose la città a un attacco navale dal 22 al 25 novembre, ma fallì nell'intento, respinto dalle forze spagnole. Solo tre anni dopo una flotta inglese al comando di George Clifford, 3º conte di Cumberland, operò uno sbarco nei pressi di San Juan, la sottopose ad assedio e, ottenutane la resa per fame, la saccheggiò. Dopo l'attacco, gli spagnoli inviarono rifornimenti e armi per ricostruire la città e le sue difese. Dal 1601 al 1609, la ricostruzione del castello di El Morro vide realizzare delle strutture di difesa che oggi sono state ritrovate durante gli scavi archeologici sull'isola.
Nel settembre del 1625, nel quadro della guerra degli ottant'anni, una flotta olandese tentò la conquista della città, ma dopo due mesi di assedio dovette soprassedere, senza aver raggiunto alcun risultato. 

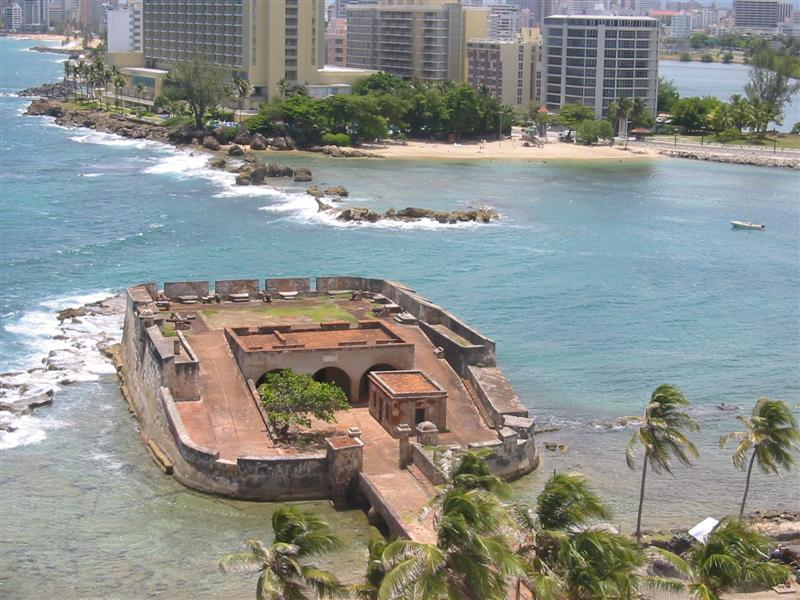
Il fortino di San Geronimo, chiave della difesa di San Juan nell'attacco inglese del 1797

Il 7 aprile 1797 il generale inglese Ralph Abercromby insieme all'ammiraglio Henry Harvey si presentò di fronte all'isola di Porto Rico con 68 navi cercando di occuparla e conquistare la città. Tuttavia la guarnigione spagnola, pur in forte inferiorità numerica, riuscì a respingere gli attacchi e dopo infruttuosi tentativi, il 30 aprile la flotta inglese dovette ritirarsi.
Durante la guerra ispano-americana la città subì tre attacchi da parte della marina degli Stati Uniti d'America: 
- il 12 maggio 1898 la flotta statunitense sottopose la città a violento bombardamento, che ne danneggiò gravemente le fortificazioni;
- il 22 giugno dello stesso anno due navi spagnole tentarono di forzare il blocco navale posto dalla marina americana all'isola ma una delle due fu pesantemente danneggiata dal nemico e gli spagnoli dovettero rinunciare per il momento;
- gli spagnoli ci riprovarono il 28 giugno, ma il loro violatore di blocco fu intercettato dalle navi statunitensi e affondato.

## La Vecchia San Juan

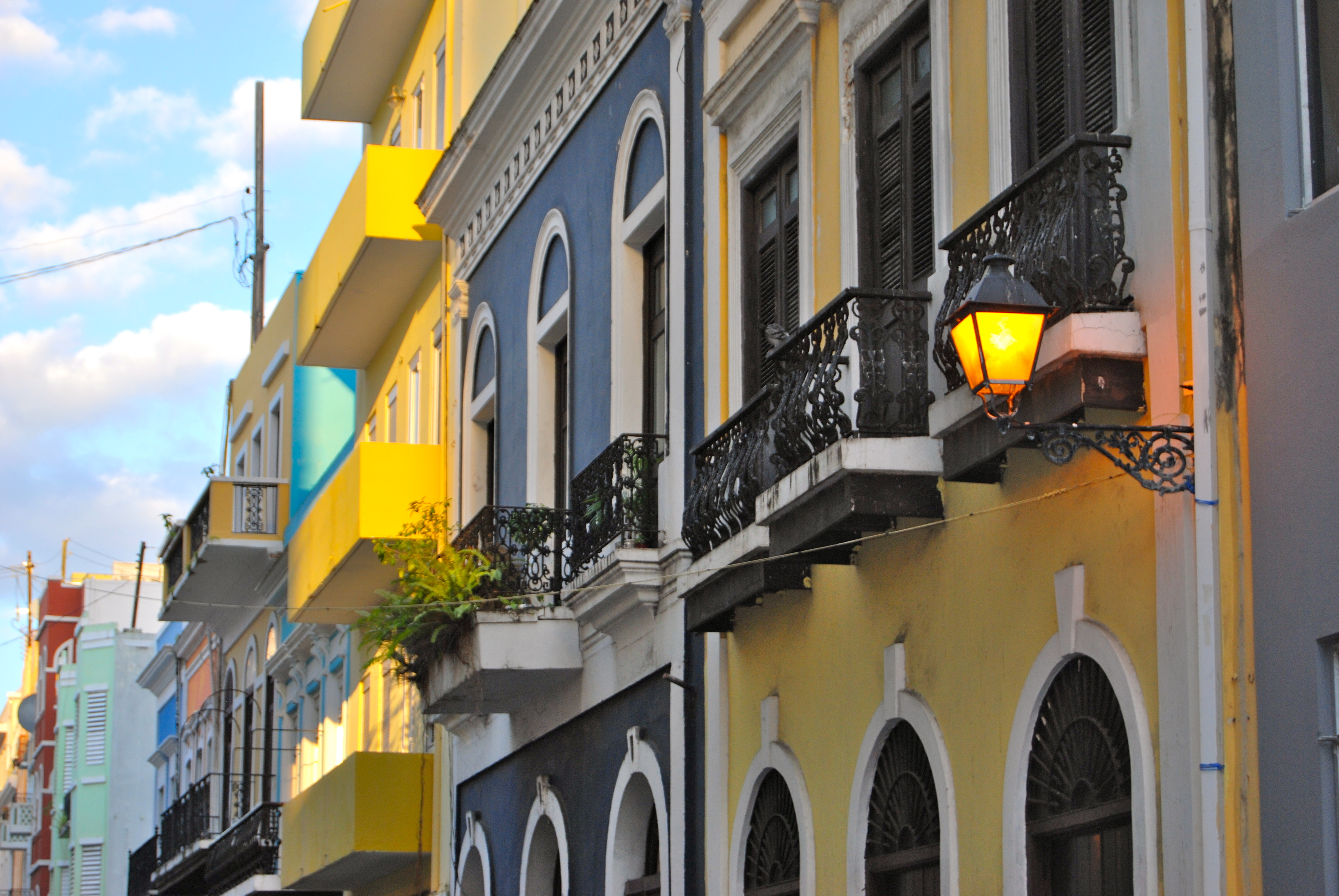
Facciate della Vecchia San Juan

Durante il periodo di colonizzazione spagnola la maggior parte della popolazione urbana risiedeva in quella zona che oggi è chiamata Viejo San Juan (la "Vecchia San Juan").
Questa zona si trova nell'estrema parte occidentale della Isleta de San Juan (isoletta di San Juan), collegata all'isola maggiore tramite due ponti e una strada rialzata costruita su un terrapieno.
Tale isoletta si estende per 122 km² e ospita, tra le altre cose, il quartiere di Puerta de Tierra, dove hanno sede la maggior parte degli edifici governativi di Porto Rico, tra cui il Campidoglio del Commonwealth.
La Vecchia San Juan risulta essere il maggior centro turistico e culturale del paese ed è provvista di moli d'approdo per navi crociera di grande stazza.
Il centro storico è caratterizzato da strade strette in pavé e da edifici coloniali dai colori sgargianti, risalenti al XVI e XVII secolo.
Una buona parte di questo centro storico si trova ancora oggi circondata e protetta dalle alte mura che vennero erette a difesa della città, così come numerose strutture difensive e fortezze, tra cui i più famosi e meglio conservati Forte San Felipe del Morro (1539), Forte San Cristóbal (XVII secolo), entrambi facenti parte del Sito storico nazionale di San Juan, e il Palazzo di Santa Catalina (1533), meglio noto come La Fortaleza, attuale residenza del governatore.
Tra gli edifici risalenti a prima del XIX secolo vanno menzionati l'Alcaldia (il municipio), la chiesa di San José (1523) con l'annesso monastero dominicano, la Cattedrale di San Juan Bautista (sede dell'arcidiocesi portoricana e basilica minore dal 1978) e la prima abitazione della famiglia di Juan Ponce de León, meglio nota come Casa Blanca.

## Monumenti e luoghi d'interesse

### Architetture religiose

#### Cattedrale di San Giovanni Battista

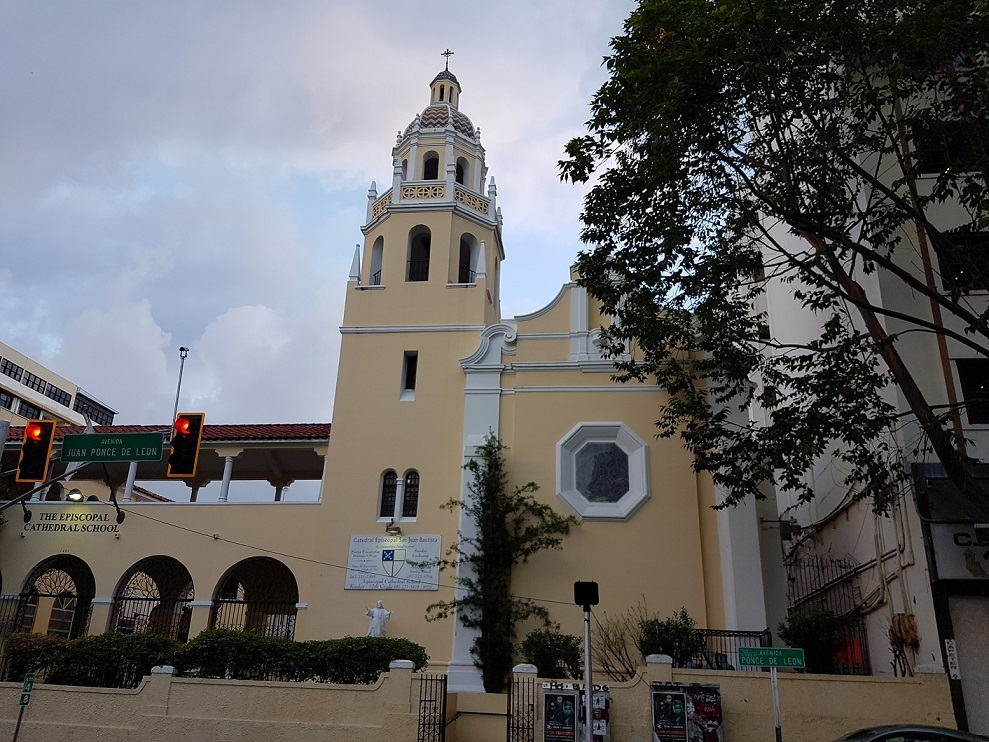
Cattedrale di San Giovanni Battista

La sua storia ha inizio nel 1899 con le prime funzioni religiose anglicane sull’isola, inizialmente in spazi temporanei. Nel 1901 la missione fu elevata a parrocchia e nel 1902 si costruì una prima chiesa a Old San Juan. Tuttavia, nel 1929, a causa del trasferimento della popolazione verso nuove aree urbane, la sede fu spostata a Santurce, dove fu costruito l’edificio attuale.
L'architettura è sobria ma significativa: l’edificio presenta linee semplici con dettagli ispirati all'arte spagnola. La facciata è di pietra chiara, con un campanile visibile e un ingresso centrale decorato con elementi geometrici. All’interno, l'altare è arricchito da un mosaico con piastrelle blu in stile iberico e una vetrata colorata. L’ambiente è luminoso grazie all’uso di finestre in vetro trasparente e smerigliato, che creano un'atmosfera spirituale raccolta ma aperta.
La cattedrale ospita funzioni religiose sia in spagnolo che in inglese, rispecchiando la composizione bilingue della comunità. È attiva anche nella formazione: vi è una scuola annessa e numerosi programmi sociali per la comunità locale. È un punto di riferimento per i fedeli anglicani dell’isola e luogo di incontro spirituale, culturale ed educativo.

### Architetture civili
- Campidoglio, in stile neoclassico, sede governativa del Territorio di Porto Rico.
- Centro congressi di Porto Rico
- Edificio Miami, in stile déco, costruito nel 1936.[13]
- La Fortaleza, inizialmente nata come fortezza, ora è la residenza ufficiale del governatore[14][15], inserita nel1983 nella lista dei Patrimoni dell'umanità dell'UNESCO.[16]
- Plaza Las Américas, centro commerciale.

### Architetture militari
- Forte San Cristóbal, fortezza del XVIII secolo, che nel 1983 è stata inserita nella lista dei patrimoni dell'umanità dell'UNESCO.
- Forte San Felipe del Morro, fortezza del XVI secolo, che nel 1983 è stata inserita nella lista dei Patrimoni dell'umanità dell'UNESCO.[17]

## Geografia fisica

### Clima
Il clima è tropicale con temperature che oscillano tra i 15 °C e i 35 °C durante l'anno.

## Infrastrutture e trasporti
L'area metropolitana della città è dotata di un sistema di trasporto ferroviario rapido (assimilabile a una metropolitana) parzialmente sopraelevato.
Nelle vicinanze della città è presente il maggior aeroporto dell'isola, l'aeroporto internazionale Luis Muñoz Marín.

## Quartieri
1. Caimito
2. Cupey
3. El Cinco
4. Gobernador Piñero
5. Hato Rey Central
6. Hato Rey Norte
7. Hato Rey Sur
8. Monacillo
9. Monacillo Urbano
10. Oriente
11. Pueblo
12. Quebrada Arenas
13. Sabana Llana Norte
14. Sabana Llana Sur
15. San Juan Antiguo  (Old San Juan)
16. Santurce
17. Tortugo
18. Universidad

## Amministrazione

### Gemellaggi
La città è gemellata con:
- Caracas
- Cartagena de Indias
- Honolulu
- Jacksonville
- San Juan (NCR)
- Santiago de los Caballeros